# 兵庫県道506号市野瀬有馬線
兵庫県道506号市野瀬有馬線（ひょうごけんどう506ごう いちのせありません）は、兵庫県三木市から神戸市北区に至る一般県道である。

## 概要
三木市吉川町市野瀬から神戸市北区有馬町に至る。

### 路線データ
- 起点：三木市吉川町市野瀬（市野瀬交差点、兵庫県道17号西脇三田線交点）
- 終点：神戸市北区有馬町（峠堂交差点、兵庫県道98号有馬山口線交点）

## 路線状況

### 重複区間
- 兵庫県道38号三木三田線（神戸市北区淡河町野瀬・弓ノ木交差点 - 神戸市北区八多町深谷・深谷交差点）
- 兵庫県道15号神戸三田線（神戸市北区有野町有野・五社交差点 - 神戸市北区有野町有野・五社北交差点）

### 道路施設

#### 橋梁
- 猪坂橋（吉川川、三木市）
- 洞茂羅橋（奥谷川、三木市）
- 昭和橋（吉川川、三木市）
- 堀越橋（堀越川、神戸市北区）
- 有野大橋（有野川、神戸市北区）

#### トンネル
- 新有馬隧道：延長78 m、1966年（昭和41年）竣工、神戸市北区

## 地理

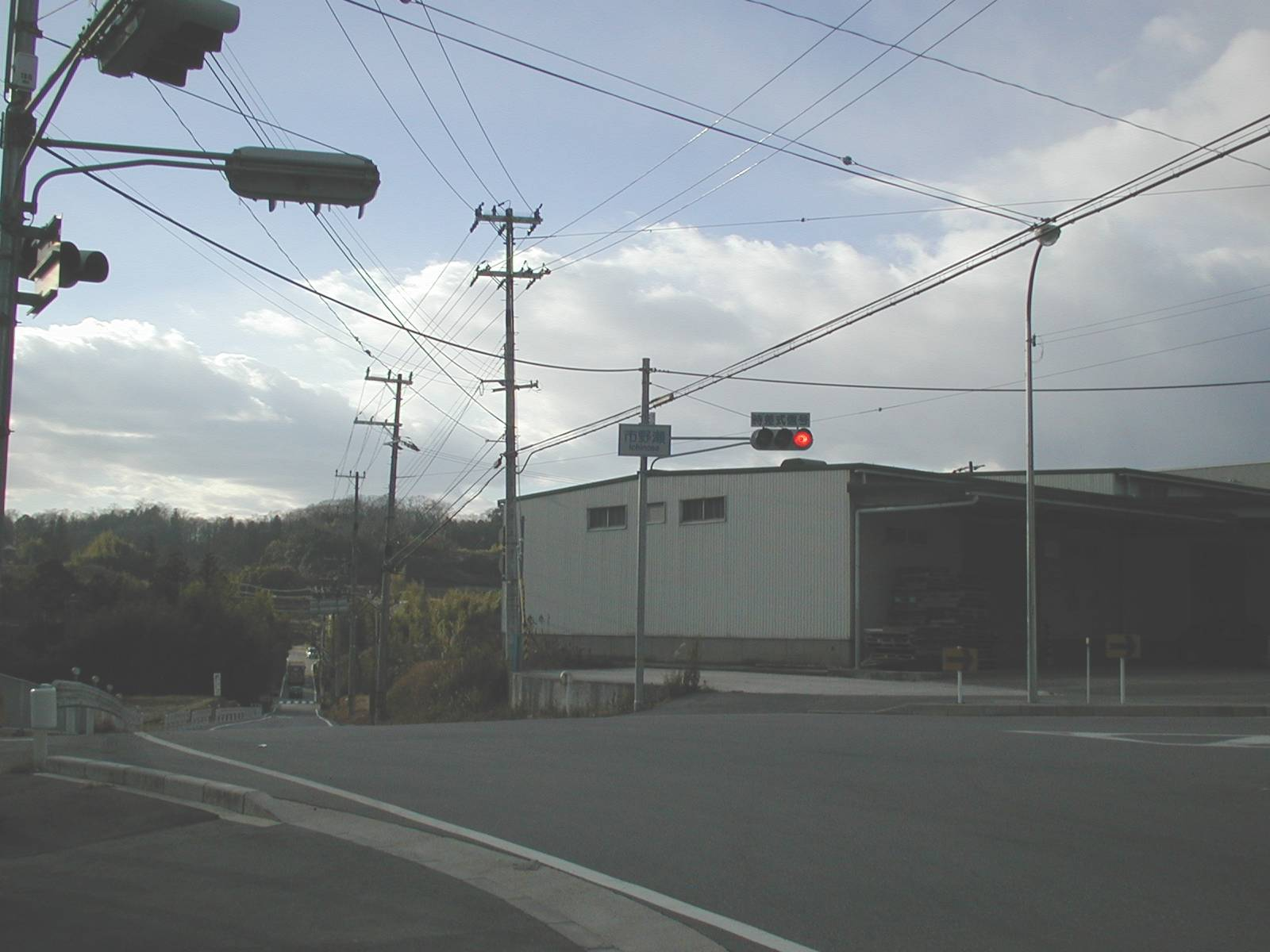
起点：三木市吉川町市野瀬付近

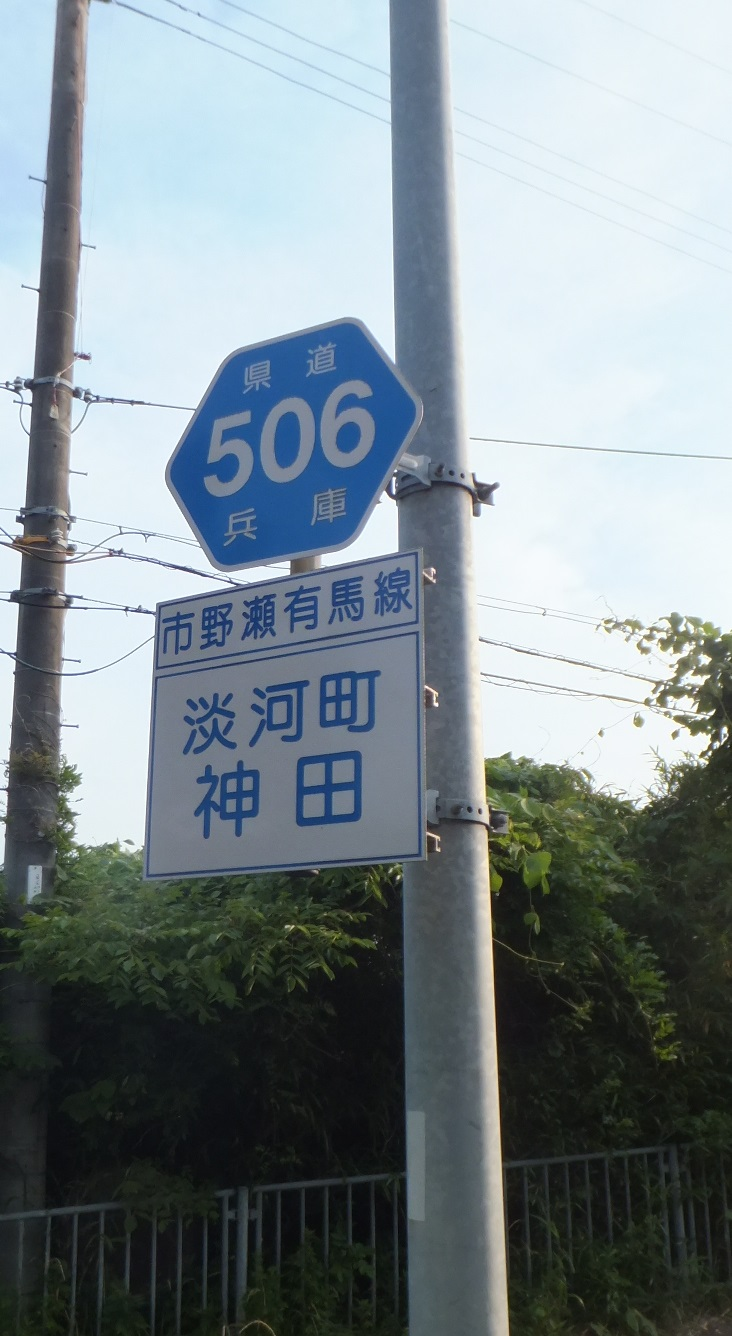
本道の標識
神戸市北区淡河町野瀬で撮影

### 通過する自治体
- 三木市
- 神戸市（北区）
- 西宮市
- 神戸市（北区）

### 交差する道路
| 交差する道路                          | 市町村名 | 市町村名 | 交差する場所 | 交差する場所        |
| ------------------------------------- | -------- | -------- | ------------ | ------------------- |
| 兵庫県道17号西脇三田線                | 三木市   | 三木市   | 吉川町市野瀬 | 市野瀬交差点 / 起点 |
| 兵庫県道355号楠原三木線               | 三木市   | 三木市   | 吉川町楠原   |                     |
| 兵庫県道38号三木三田線 重複区間起点   | 神戸市   | 北区     | 淡河町野瀬   | 弓ノ木交差点        |
| 兵庫県道73号山田三田線                | 神戸市   | 北区     | 八多町深谷   |                     |
| 兵庫県道38号三木三田線 重複区間終点   | 神戸市   | 北区     | 八多町深谷   | 深谷交差点          |
| 兵庫県道95号灘三田線 / 六甲北有料道路 | 神戸市   | 北区     | 八多町柳谷   | 柳谷ランプ          |
| 兵庫県道15号神戸三田線 重複区間起点   | 神戸市   | 北区     | 有野町有野   | 五社交差点          |
| 兵庫県道15号神戸三田線 重複区間終点   | 神戸市   | 北区     | 有野町有野   | 五社北交差点        |
| 兵庫県道98号有馬山口線                | 神戸市   | 北区     | 有馬町       | 峠堂交差点 / 終点   |

### 交差する鉄道
- 神戸電鉄三田線

### 沿線
- 神戸星城高等学校 神戸北キャンパス
- E2 山陽自動車道 淡河PA
- 神戸電鉄三田線 五社駅
- 神戸市立有馬中学校
- 有馬温泉